# Большой фестиваль
«Большо́й фестива́ль» — советская и российская вечерняя детская телевизионная развлекательно-образовательная программа. Выходила в эфир на Ленинградском телевидении с 1989 по 2001 год.
В отличие от аналогичной программы «Спокойной ночи, малыши!», «Большой фестиваль» был рассчитан на детей более старшего возраста. Ещё одним отличием было отсутствие в кадре людей — ведущими передачи были только куклы: серьёзный мальчик Тото, рыжий Веснушка и шалопай Хоха — существо с кедом вместо головы. Автор кукол — художник Маргарита Скрипова-Ясинская. В каждой передаче обыгрывались различные жизненные ситуации. Затем в программе показывали пятиминутный мультфильм (в том числе, и только появившееся в России аниме).
12 февраля 2001 года в эфир вышел последний выпуск программы, а спустя почти 10 месяцев после закрытия умер актёр Ричард Богуцкий, озвучивавший Хоху.

## Персонажи и актёры, озвучивавшие роли
- Хо́ха (Ричард Богуцкий) — неизвестное существо с рваным кедом вместо головы. Проказник. Хоха был также ведущим детской передачи «Клуб знаменитых хулиганов», выходившей на «Пятом канале» в 2005—2011 годах[4]. Изменился внешний вид куклы — вместо красно-жёлтого кеда Хоха стал зелёным ботинком. За Хоху говорил актёр Валентин Морозов. В 2019—2022 годах на телеканале «78», родственном «Пятому каналу», выходила программа «Большой Хоха». В ней «повзрослевший» главный герой (вместо куклы — актёр в маске персонажа с оранжево-серой расцветкой) вместе с соведущей Инной Чукиной берёт интервью у известных петербуржцев, в том числе и политиков[5].
- Тото́ (Андрей Князьков) — кукольный мальчик в очках. Серьёзный и ответственный эрудит, самый умный из тройки, их неформальный лидер. Минусы: слишком «правильный» и очень занудный[6].
- Весну́шка (Фаина Костина) — кукольный мальчик. Рыжий наивный мечтатель, часто попадающий под влияние проказника Хохи, но затем пересматривающий своё поведение после аргументов Тото.

## Предшествующая передача
С 1984 по 1989 годы на ЛТ днём в выходные дни транслировалась еженедельная программа «Мультлото» с Тото и Веснушкой. Она имела более продолжительный хронометраж, а сценарий заключался в том, что зрителям нужно было нарисовать героев любимого мультфильма. Полученные рисунки загружались в «лототрон» и он «выбирал» один «выигравший» мультфильм, который и показывали после этого.